# Dzwonkówka szarobrązowa
Dzwonkówka szarobrązowa, wieruszka szarobrązowa (Entoloma lampropus (Fr.) Hesler) – gatunek grzybów z rodziny dzwonkówkowatych (Entolomataceae).

## Systematyka i nazewnictwo
Pozycja w klasyfikacji według Index Fungorum: Entoloma, Entolomataceae, Agaricales, Agaricomycetidae, Agaricomycetes, Agaricomycotina, Basidiomycota, Fungi.
Po raz pierwszy zdiagnozował go w 1815 r. Elias Fries, nadając mu nazwę Agaricus lampropus. Obecną, uznaną przez Index Fungorum nazwę, nadał mu Lexemuel Ray Hesler w 1967 r. Synonimy:

- Agaricus lampropus Fr. 1815
- Entoloma lampropus (Fr.) Hesler 1967 var. lampropus
- Entoloma lampropus var. monticola Noordel. 2004
- Hyporrhodius lampropus (Fr.) Henn. 1898
- Leptonia lampropus (Fr.) Quél. 1872
- Leptonia lampropus (Fr.) Quél. 1872 subsp. lampropus
- Leptonia lampropus (Fr.) Quél. 1872 var. lampropus
- Rhodophyllus lampropus (Fr.) Quél. 1886

Nazwę zwyczajową zaproponował Władysław Wojewoda w 1999 r.

## Morfologia
Kapelusz
Średnica 1–4 cm, początkowo stożkowaty, lub półkulisty, potem wypukły, rzadko z garbkiem lub lejkowaty. Brzeg młodych owocników lekko podwinięty, potem prosty. Jest niehigrofaniczny, w stanie wilgotnym nieprzeźroczysty i nieprążkowany. Barwa ciemnobrązowa do prawie czarnej, szczególnie na środku, Powierzchnia promieniście włókienkowato-łuseczkowata, o łuseczkach przylegających (na brzegu) do sterczących (na środku).
Blaszki
Średnio gęste, przyrośnięte lub wykrojone, poszarpane, brzuchate. Początkowo jasnoszare lub brązowe, potem z różowym odcieniem. Ostrza tej samej barwy.
Trzon
Wysokość 4–8 cm, grubość 1–5 mm, cylindryczny lub nieco spłaszczony, czasami rozszerzający się ku podstawie. W górnej części białawy, poza tym stalowo-niebieski, podłużnie prążkowany ciemnoniebieskimi włókienkami. Podstawa biało filcowata.
Miąższ
Bez wyraźnego zapachu i smaku.
Cechy mikroskopowe
Zarodniki w widoku z boku izometryczne, 6–9-kątne, o wymiarach 8,5–11,5 × 6,0–8,5 μm. Podstawki 4–zarodnikowe ze sprzążkami. Cystyd brak. Komórki skórki cylindryczne, o szerokości 2,5–15 μm z maczugowatymi elementami końcowymi o szerokości do 20 μm. Komórki skórki cylindryczne, nabrzmiałe, o szerokości 5–20 μm z rozszerzonymi elementami końcowymi o szerokości do 30 μm. Strzępki ze sprzążkami.

## Występowanie i siedlisko
Dzwonkówka szarobrązowa jest szeroko rozprzestrzeniona w północnej i zachodniej Europie, ale rzadka. W Polsce również jest rzadka. W piśmiennictwie naukowym do 2003 r. podano na terenie Polski 6 stanowisk. Znajduje się na Czerwonej liście roślin i grzybów Polski. Ma status V – gatunek narażony na wymarcie, który zapewne w najbliższej przyszłości przesunie się do kategorii wymierających, jeśli nadal będą działać czynniki zagrożenia. Znajduje się na listach gatunków zagrożonych także w Niemczech i Danii.
Owocniki pojawiają się od sierpnia do października pojedynczo lub w grupkach na ziemi w trawiastych miejscach, na naturalnych murawach, drogach, w lasach iglastych i liściastych, a także na terenach otwartych. Preferuje podłoże wapienne.